# Amélie Mirkowitch
Pour les articles homonymes, voir Gastaldello.
 (novembre 2017).
Si vous disposez d'ouvrages ou d'articles de référence ou si vous connaissez des sites web de qualité traitant du thème abordé ici, merci de compléter l'article en donnant les références utiles à sa vérifiabilité et en les liant à la section « Notes et références ».
Amélie Mirkowitch (ou Amélie Mirkowitch-Gastaldello après son mariage) est une nageuse française, née le 23 juin 1942 à Villerupt (Meurthe-et-Moselle). Elle est surtout spécialiste de la brasse.

## Biographie

### Carrière
En club, Amélie Mirkowitch est licenciée de 1954 à 1966 au Triton Club de Micheville à Audun-le-Tiche (dont elle est membre du comité directeur de 1960 à 1966) puis de 1966 à 2000 à l’USB Longwy (dont elle est responsable de l'école de natation de 1970 à 2000).
Elle est championne de France à de multiples reprises : six fois sur 100 mètres brasse (1960, été 1961, hiver et été 1963, été 1968 et hiver 1969), cinq fois sur 200 mètres brasse (1960, été 1961, hiver et été 1968 et hiver 1969) et une fois sur 200 mètres papillon (hiver 1963).
Elle fait partie de l'équipe de France aux Jeux olympiques de 1960 à Rome ; elle y est éliminée en séries du 200 mètres brasse.
De 1973 à 1977, elle est représentante des athlètes de haut niveau au Comité directeur de la Fédération française de natation (FFN). Elle est aussi, de 1977 à 1981, membre élue du Comité directeur de la FFN ; elle poursuit un second mandat à ce poste de 1981 à 1985.

### Vie privée
Elle est la mère d'Éric Gastaldello, la grand-mère de Béryl Gastaldello et la belle-mère de Véronique Jardin, tous trois nageurs de haut niveau,.

## Palmarès
- 21 sélections internationales en équipe de France A ;
- Une sélection olympique à Rome en 1960 ;
- 3 records de France en individuel de 1960 à 1968 ;
- 3 records de France par équipes avec le relais 4 × 100 m 4 nages de 1961 à 1968 ;
- 12 titres de Championne de France (4 doublés en 1958, 1960, 1961 et 1968) ;
- 2 fois 2e des Championnats de France ;
- 2 fois 3e des Championnats de France.

### Jeux olympiques
- 1960 à Rome, 17e au 200 m brasse en 3 min 01 s 05 ;
- 1964, présélectionnée aux Jeux olympiques de Tokyo, mais elle décline sa sélection (naissance de son fils, Éric) ;
- 1968, pour les Jeux olympiques de Mexico, elle réussit les minima, 10 jours après la clôture de la sélection, en battant les records de France du 200 m brasse et du 4 × 100 m 4 nages à Vichy ;
- À titre de récompense, le colonel Crespin, directeur des sports au ministère, la nomme dans l'encadrement de la Jeunesse française retenue par l'Académie olympique internationale.

### Championnats de France
10 années séparent ses premier et dernier doublés, fait unique dans les annales de la natation française.
- 1958 :
  - 1re au 100 m papillon (15/16 ans) 1 min 27 s 60
  - 1re au 100 m brasse 1 min 29 s 10
- 1960 :
  - 1re au 100 m brasse 1 min 23 s 00
  - 1re au 200 m brasse 2 min 56 s 50 (été)
- 1961 :
  - 1re au 100 m brasse 1 min 23 s 40
  - 1re au 200 m brasse 2 min 58 s 90 (été)
- 1962 : 2e au 100 m brasse 1 min 23 s 40 (été)
- 1963 :
  - 1re au 100 m brasse 1 min 21 s 80 (été)
  - 1re au 100 m brasse  1 min 22 s 60 (hiver)
  - 3e au 200 m brasse 2 min 57 s 70 (été)
  - 1re au aux 200 m papillon ; 3 min 04 s 9 (hiver)
- 1968 :
  - 1re au 100 m brasse 1 min 21 s 20
  - 1re au 200 m brasse 2 min 55 s 80 (été)
- 1969 :
  - 2e au 200 m brasse 2 min 54 s 00 (été)
  - 1re au 200 m brasse 2 min 58 s 00 (hiver)
  - 3e au 100 m brasse 1 min 23 s 30 (été)
  - 1re au 100 m brasse 1 min 23 s 00 hiver ;

## Records

### Records de France en individuel
- 24-07-60 à Paris : 100 m brasse en 1 min 23 s 00 ;
- 19-07-63 à Paris : 100 m brasse en 1 min 21 s 80 ;
- 24-08-68 à Vichy : 200 m brasse en 2 min 53 s 40.

### Records de France en relais 4 × 100 m 4 nages
- 17-09-61 à Malmö (Suède) : 4 min 58 s 40 ;
- 21-04-68 à Stockholm (Suède) : 4 min 47 s 10 ;
- 24-08-68 à Vichy : 4 min 43 s 60.